# Alpine (Wyoming)
Alpine es un pueblo situado en el Lincoln en el estado estadounidense de Wyoming. La población era 550 habitantes en el censo de 2000.

## Geografía
Alpine está situado en las coordenadas 43°9′40″N 111°1′4″O / 43.16111, -111.01778, al oeste del estado, a la orilla del río Snake —afluente del Columbia— que lo separa de Idaho. Según el United States Census Bureau, la ciudad tiene un área total de 1,8 km ², todos terrestres.

## Demografía
Según el censo del 2000, había 550 personas, 217 hogares y 146 familias que residían en la ciudad. La densidad de población era de 303.4/km ². La composición racial de la ciudad era:
- 96.73% Blancos
- 0.73% Nativos americanos
- 0,73% Asiáticos
- 0.18% Isleños pacíficos
- 1,64% De dos o más razas
- 1,09% Hispanos o latinos

Había 217 casas, de las cuales un 27.6% tenían niños menores de 18 años que vivían con ellos, el 61,8% eran parejas casadas que vivían juntas, el 5.1% tenían un cabeza de familia femenino sin presencia del marido y el 32.7% eran no-familias. El 3.2% tenían a alguna persona anciana de 65 años de edad o más. 
En la ciudad la separación poblacional era con un 23.8% menores de 18 años, el 6,5% de 18 a 24, un 36.7% de 25 a 44, el 25.3% de 45 a 64, y el 7,6% tenía 65 años de edad o más. La edad media fue de 36 años. Por cada 100 hembras había 107.5 varones. Por cada 100 mujeres mayores de 18 años, había 97,6 hombres. 
La renta mediana para una casa en la ciudad era de $ 45.313, y la renta mediana para una familia era de 47.813 dólares. Los varones tenían una renta mediana de $ 35.313 contra los $ 23.036 para las hembras. El ingreso per cápita para la ciudad era de $ 21.223. Cerca del 3.4% de familias y el 5.1% de la población estaban por debajo de la línea de pobreza, incluyendo el 4.1% de los menores de 18 años.

## Educación
La educación pública en el pueblo de Alpine está proporcionada por el la Escuela del Distrito del condado de Lincoln # 2.

## Enlaces externos

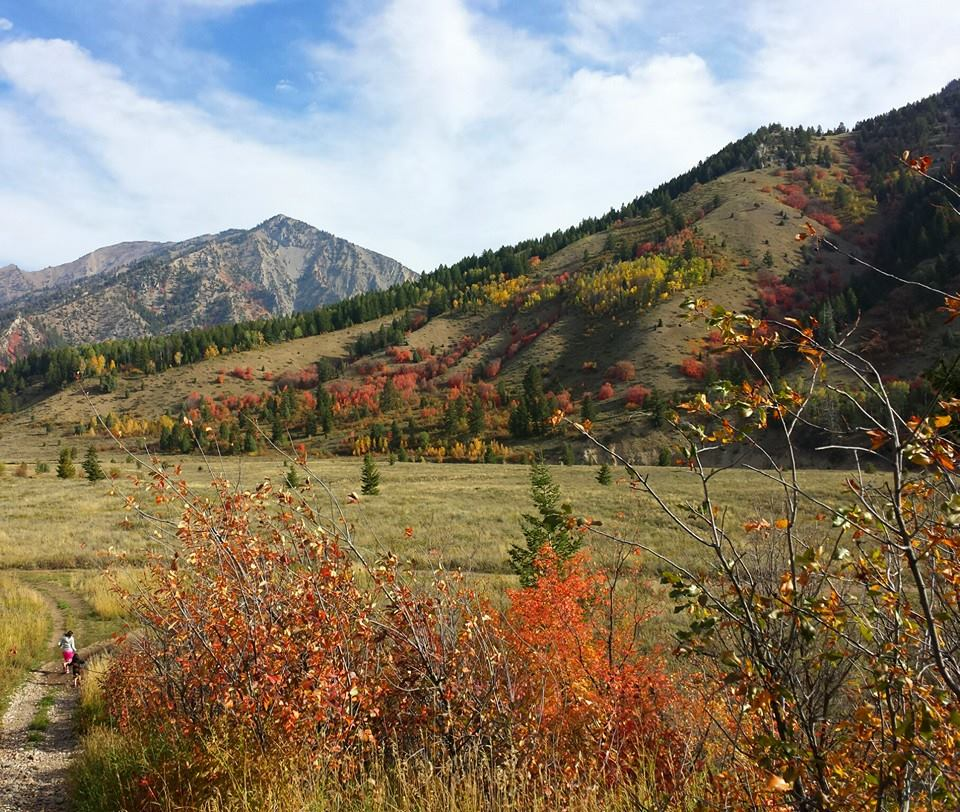
Wonderfull place!!!